# 香港2006年5月

## 5月1日
- 社會民主連線籌委會正式成立，由時事評論員黃毓民擔任發言人。雅虎新聞：明報[]

- 解放軍駐港部隊3個軍營，包括赤柱、昂船洲及石崗軍營，開放予市民參觀。開放時間由早上10時至下午2時。雅虎新聞：明報[]

- 23名《成報》記者及攝影記者，因資方欠薪而連續第3日集體請假，當中22名僱員向勞工處求助，其中8人成功取回欠薪，另兩宗個案則轉交勞資審裁處跟進。雅虎新聞：明報[]

- 一項調查顯示，接近80%香港人反對香港轉用簡體字，超過70%人士認為繁體字才是中國文化的承傳。 雅虎新聞：明報[]

- 瑪麗醫院向醫院管理局借款超過一千萬港元，把醫院84張私家病床大翻新，以吸納富有的病人。 雅虎新聞：明報

- 據環境保護署的最新分析，香港空氣中的可吸入懸浮粒子成份，當中的硫酸鹽含量在過去6年累積升幅達近40%，至2005年的每立方米12微克，反映香港空氣污染問題嚴重。 雅虎新聞：明報[]

- 2005至2006年，大約20名公司董事因為違反強積金條例而被成功檢控。香港政府新聞網

## 5月2日
- 天主教香港教區主教陳日君樞機呼籲梵蒂岡就外交關係暫停與中國政府談判。雅虎新聞：明報[]大紀元 （页面存档备份，存于）
- 屯門區議會通過動議，讓該區區議會成為管理政府設施試點。雅虎新聞：東方[]
- 為了加強對食物的監管，食物安全專員麥倩屏透露在未來數個月會成立食物安全委員會。雅虎新聞：明報[]

## 5月3日
- 香港股市市值突破10萬億港元。 雅虎新聞:明報 文匯報 （页面存档备份，存于） 中國經濟網 大紀元[] 新浪網新聞 多維新聞
- 市區重建局出版的觀塘區報章《觀塘路》涉嫌虛構街頭訪問，珠海學院學生涉嫌參與。星島日報
- 香港海關憑法文出入口貨物報關清單，X光機偵察貨櫃，檢得605根象牙，是20年來最大宗，約值800萬港元。 雅虎新聞:明報

## 5月4日
- 《成報》員工欠薪事件揭示強制性公積金機制存有漏洞：若僱主拖欠強積金供款，僱員不會獲得當局通知。 雅虎新聞：明報[]
- 香港中學會考英文科（課程乙）卷二考試，懷疑有考生根據卷上註明的文章出處，到洗手間用手提電話或個人電子手帳到有關網站尋找答案。事件惹來大批考生在網上發起聯署，要求考評局徹查事件。雅虎新聞：明報[] 聯署聲明網頁 （页面存档备份，存于）
- 香港金融管理局總裁任志剛在立法會會議上，指香港外匯基金的回報實屬合理。 雅虎新聞：明報[]
- 國泰航空首次推出自願提早退休計劃，空缺由新員工填補，藉此減輕成本壓力。 雅虎新聞：明報[]
- 支聯會擔心香港大學進行擴建計劃會移走國殤之柱，要求校方承諾將其永久在校園擺放。 雅虎新聞：明報
- 香港副學士銜接學額於2006至07年度共增加127個至967個。增幅來自理工大學、城市大學、浸會大學及嶺南大學，而教育學院則繼續不獲批准設立銜接學額。 雅虎新聞：明報[]
- 科技大學有外籍學生醉酒鬧事，將保安員櫃檯從10樓拋到街上，幸無人受傷。 雅虎新聞：明報[]
- 連接九龍城九龍城道及九龍灣啟福道的機場隧道，易名為「啟德隧道」。雅虎新聞：明報[]
- 有報導指資深大律師清洪決定參加第三屆行政長官選舉委員會選舉。 星島日報 （页面存档备份，存于）

## 5月5日
- 長洲於下午有太平清醮飄色會景巡遊，主辦單位預料會有四萬人到場觀看。 雅虎新聞：明報[]

## 5月6日
- 長洲太平清醮的搶包山比賽，由上屆冠軍，任職消防員的郭嘉明再度勝出。而下午則舉行第2天的飄色巡遊。雅虎新聞：明報[]

## 5月7日
- 香港特區政府經濟顧問郭國全表示雖然香港勞動人口年齡上升，但未算老化。 大公報
- 西貢鹽田仔的聖若瑟小堂，獲得聯合國教科文組織亞太地區文化遺產優異獎，在堂內舉行頒獎禮。雅虎新聞：明報[]

## 5月8日
- 香港政府公務員五天工作制首階段在7月1日實施，約5萬9千名公務員將工作5天，部份政府服務，包括運輸署申請牌照、香港稅務局、差餉物業估價署櫃台等服務將在星期六停止辦公。雅虎新聞：明報[]
- 荔枝窩村村民把村內超過100年歷史的風水牆拆卸重建，被環保組織長春社批評對文物保護意識不足。雅虎新聞：明報[]
- 《時代雜誌》亞洲版文章批評香港政界輕視環境保護問題，令香港的空氣污染漸趨嚴重，文章並比較香港及南韓首爾在環保方面的成績。雅虎新聞：明報[] 時代雜誌亞洲版[]

## 5月9日
- 3間香港電影公司獲高等法院批准，要求4家香港互聯網供應商在21日內，提供49個涉嫌使用BT點對點技術下載3部香港電影的使用者個人資料，並向這些使用者發出警告信。3部香港電影分別為《最愛女人購物狂》、《霍元甲》及《春田花花同學會》。雅虎新聞：明報
- 嘉亨灣獨立調查小組發表調查報告，指出前屋宇署署長梁展文雖然「錯誤行使酌情權」引用《建築物條例》豁免建築樓面中的公共交通總站面積，但因梁展文曾諮詢律政司及正反雙方意見，因此程序合理。雅虎新聞：明報
- 新界鄉議局主席劉皇發以10萬港元，訂製共240隻金雞，送贈予在政府禁止散養家禽後主動把家禽交給政府的新界居民，以補償其損失。雅虎新聞：明報[]

## 5月10日
- 新的海關總部大樓將於北角電照街興建，樓高32層，耗資5億7千萬港元。雅虎新聞：明報[]

## 5月11日
- 地鐵公司新購南韓製東涌綫列車車身過闊，要拆去月台膠邊後才可行駛。導致原訂今年首季可以投入服務的新車，需要延至暑假才可正式載客。 雅虎新聞：明報
- 海關破獲一名居於秀茂坪的16歲中學生自購個人網站設備，提供侵犯版權歌曲電影予人免費下載。由於侵權者沒有使用較難偵查的BT點對點技術，海關這次調查相對較容易提出檢控。 雅虎新聞：明報1 2

## 5月12日
- 首次有納稅人因為虛報申索「供養父母免稅額」及「供養父母額外免稅額」，而觸犯《稅務條例》第80條，判即時入獄2個月。 星島日報
- 新世界第一渡輪新傑號，下午由中環開往梅窩時，於大嶼山萬角咀擱淺。當時掌舵的副船長患有高血壓。 新浪網：明報[]
- 亞洲電視宣布，中信國安入股超過2成權益。有報導指亞視現值約20至30億港元，中信入股涉及金額約4億。中信國安是中國前國家副主席榮毅仁創辦的中信集團旗下子公司。 新浪網：明報[]

## 5月13日
- 香港公益金舉行慈善晚宴，演藝、政商界名人表演籌款，共籌得逾1000萬港元善款。新浪網：明報[]
- 上環急庇利街發生電車出軌意外，無人受傷。 雅虎新聞：明報[]

## 5月14日
- 有多名市民長期在屯門公園操曲演奏、引至鄰近居民投訴噪音；康文署職員是日到場拍攝錄影，200多名街坊起哄四散，過程中有72歲老翁不支暈倒，送院證實不治。 雅虎新聞：東方日報[]
- 香港經貿商會代表出席《城市論壇》節目時，表示擔心公務員及銀行業實施五天工作制會削弱香港競爭力。 雅虎新聞：明報[]

## 5月15日
- 颱風珍珠迫近，香港天文台在晚上9時40分發出今年首個一號戒備訊號。雅虎新聞：明報[] 香港政府天氣稿 （页面存档备份，存于）
- 外圍股市拖累下，香港股市暴跌，恆生指數收市報16,495點，跌407點（2.4%），以點數計創下2003年來最大的單日跌市。 雅虎新聞：明報[]
- 消委會測試發現，香港市面上的乳酸菌飲品含糖量全部超標，每100克含有超過10克糖份，其中以益力多最高，含14.8克。 雅虎新聞：明報[]

## 5月16日
- 亞洲電視自2000年起違反《廣播條例》，由「不符合持牌資格人士」控制，亦未獲得行政長官會同行政會議批准，包括行政總裁陳永棋及同時擁有鳳凰衛視的大股東劉長樂等。廣播事務管理局將研究對亞視進行懲罰。雅虎新聞：東方日報[]
- 立法會議員詹培忠及十多名證券業代表，對香港交易所收窄股票買賣差價的安排不滿，到香港交易所遞交請願信。香港電台

## 5月17日
- 颱風珍珠吹向華南沿岸，香港天文台在早上7時15分發出三號強風信號，但預料改掛八號風球的機會不大。雅虎新聞：明報
- 2006年五一黃金周來港的中國內地旅客有41萬人，比去年增長6%，增幅比同年春節低。 雅虎新聞：明報[]

## 5月18日
- 中國銀行（港交所：3988）在香港招股，部分派發招股書和申請表的銀行門外出現人龍。中國銀行趨向最少每人獲分一手股票，招股價每手3030.3港元。 雅虎新聞：明報[]
- 香港的最新失業率下降到5.1%；就業不足率則上升至2.4%。香港政府新聞網

## 5月19日
- 由議員及醫學界組成的「H5N1關注組」發表香港公廁清潔調查，滿分10分，總平均分數達7.96分。調查得分最低、得4分的公廁分別位於鴨寮街及荃灣站多層停車場大廈，均由食環署負責。 雅虎新聞：明報[]
- 考評局發表有關會考英文科（課程乙）懷疑大批考生利用手機作弊案調查報告，發現開考期間登入資料來源網站的IP地址共有5個來自香港，其中1個以手機登入。考評局表示會繼續追查及分析相關試題答對率有否異樣，但表明不會因而重考或取消有關試題，並拒絕道歉。 香港政府新聞網 雅虎新聞：明報[]

## 5月20日
- 政府斥資5億港元建造的香港濕地公園開幕，預計一年可吸引50萬遊人。 雅虎新聞：明報[]
- 香港中文大學社會工作學系訪問6000名青少年，約有兩成人有上網成癮的現象，平均每日上網時間超過4至5小時。估計全香港有類似情況的學生約有20萬。雅虎新聞：明報[]

## 5月21日
- 香港導演王家衛在法國康城獲頒第五級法國文學藝術騎士勳章，以表揚對電影業的貢獻。由法国文化部部長德瓦布爾（英语：Renaud Donnedieu de Vabres）主持勳章頒發儀式。雅虎新聞：明報

## 5月22日
- 香港股市受外圍市場及商品價格下跌影響而下跌，恒生指數收市報15,805點，下跌507點(3.11%)，是近兩年以來最大的單日跌幅。香港電台 （页面存档备份，存于）
- 香港政府向立法會財務委員會申請撥款51億6890萬港元，在添馬艦興建新的政府總部及新立法會大樓，工程預計在2010年底落成。香港電台
- 西九龍文化藝術設施諮詢委員會公布，將在5月底至6月初舉行四場公開諮詢會。香港政府新聞網

## 5月23日
- 懲教署赤柱監獄一名助理涉嫌替囚犯販賣毒品，去年8月廉政公署接報拘捕後，意外揭發他涉嫌違反《監獄條例》，答應為嚴重罪犯葉繼歡當信差，將分別寫給妻子及華人置業執行董事劉鑾雄信件帶離監獄。案件本日於東區裁判法院開審，被告否認控罪。 新浪網：成報 明報[]
- 政府發表《2006年第一季經濟報告》，香港首季GDP較去年同期實質增長8.2%，遠較預期理想。全年增長預測則考慮到外為因素不穩定，維持4－5%不變。全年通脹預測則微降至2％。 都市日報 大公網 香港政府新聞網
- 本日及昨日，有線電視及亞視記者分別到深圳富華醫院採訪PAAG隆胸索償案時，遭多名醫院職員拳打腳踢及搶奪攝影器材，全程攝入記者鏡頭。深圳警方接報到場只將事件列作「糾紛」處理；而四位受傷記者中，一名送返香港治理。多個新聞工作者組織譴責暴力對待傳媒。深圳市長許宗衡表示會督促各部門徹查及作出交代；醫院人員在聽審隆胸索償案時則拒認打人。 亞視新聞 大公網 商業電台[永久]

## 5月24日
- 中國銀行確認香港上市每股發售價為2.95港元。有報導指認購人數超過100萬，而中國銀行堅持每人最少獲分配一手、即1000股，讓中國銀行有可能成為股東數目最多的香港上市公司。在此之前，最受散戶歡迎的新股認購，分別是2000年9月上市，吸引60多萬人認購的地鐵公司；以及2004年12月，有50萬人認購並招股完畢、卻因司法程序不能上市的領匯。 新浪網：明報[]
- 劉鑾雄澄清與葉繼歡並無私人交往；葉只曾經在劉的電風扇工廠工作，而葉的妻女則受到劉的私人慈善基金資助。 商業電台[永久] 新浪網：星島日報[]
- 審計署在2005年11月發表關於嘉亨灣事件報告後，前屋宇署署長梁展文早前提出司法覆核。梁展文本日撤回司法覆核申請，獲高等法院法官夏正民批准。審計署署長鄧國斌表示歡迎，並強調審計署報告正確無誤。 大公網

## 5月25日
- 前北區區議會主席李國鳳及前北區區議員鄧根年，被控於2000年至2001年間，以虛假租單欺詐區議員辦公室租金津貼，各被控兩項欺詐罪名。兩名被告承認其中一項控罪，獲准保釋。成報

- 地鐵公司宣佈位於大嶼山的昂坪360將於6月24日上午10時啟用，市民可於6月2日起到旅行社預訂纜車車票。地鐵常務董事高德偉預計，開放首星期可吸引8萬人遊覽。財政司司長唐英年將於6月23日主持開幕儀式。成報

## 5月26日
- 證監會發現鴻運證券的速動資金與實際數目有異，所以宣佈暫停該公司在港交所的證券交易。明報
- 16歲的中學五年級生陳易希獲香港科技大學青睞，將到科大修讀電子工程學，成為全港首名無需經過會考及高考而直接進入大學的中學生。大公報 雅虎新聞：明報[]

## 5月27日
- 香港醫院藥劑師學會建議香港政府禁止售賣替拉曲考以防止被濫用為減肥藥。雅虎新聞：明報 香港文匯報
- 涼茶正式被列為中國國家級非物質文化遺產。新城電台[永久] 南方日報[永久] 新華網廣東頻道
- 有遊人在香港濕地公園內吸煙，漁農自然護理署助理署長黎接傳表示失望，說署方會諮詢律政司意見，考慮修例將公園劃為禁煙區。 新浪網：星島日報[]
- 中文大學公共衛生學院舉行公共衛生溝通工作坊，學院榮譽教授楊永強及衛生署顧問醫生曾浩輝出席。席間楊永強表示，2003年SARS爆發政府與市民都對病毒認識不多，當時「不單是疾病疫潮，而是恐慌疫潮」。 雅虎新聞：明報[]

## 5月28日
- 新世紀論壇的調查發現，逾半受訪青少年於過去一年曾參與違法行為，當中有35%來自高收入家庭，超過60%的母親是職業女性。有輔導心理學家指青少年違法可能是尋求刺激及成功感，另雙職父母日多而疏於管教子女，希望父母多抽時間與子女溝通。成報

## 5月29日
- 廉政公署宣佈，律政司已與前華探長韓森的親屬達成庭外和解協議，對方同意交出港元1億4千萬港元資產以終止法律訴訟，相信是廉署歷來討回的最大筆的貪污收益。韓森於1960年代曾任職警隊總華探長，以貪污為人所熟識，而韓森本人則於1999年8月因病離世。 明報1 （页面存档备份，存于） 明報2[] 明報3

## 5月30日
- 香港房屋協會主席李頌熹名下的測量師行突然結業清盤，130名員工受影響。李頌熹解釋此事與測量師行內一名董事出現糾紛，後被銀行取消備用信貸，令測量師行沒有足夠資金支薪才被迫結業。而房協及李頌熹本人均表示事件純屬私人商業糾紛，與房協公職無關，故李氏不會辭去房協主席一職。成報[永久]

- 一輛私家車在前啟德機場跑道駕駛時，疑因司機欲減速時誤踏油門，私家車失控衝越圍欄後墮海。女乘客及時逃出車外，但女司機被困車內，救起後延至中午不治。成報[永久]

## 5月31日
- 近日憑《巴士阿叔》短片而成為香港市民熱門話題的罵人者身分曝光，片中罵人者是曾三度有意參選行政長官的陳乙東，但因沒獲選舉委員會成員提名而告吹。雅虎轉載東方日報

| 香港新聞動態 |
| \| - 2024年香港：1月 - 2月 - 3月 - 4月 - 5月 - 6月 - 7月 - 8月 - 9月 - 10月 - 11月 - 12月 - 2023年香港：1月 - 2月 - 3月 - 4月 - 5月 - 6月 - 7月 - 8月 - 9月 - 10月 - 11月 - 12月 - 2022年香港：1月 - 2月 - 3月 - 4月 - 5月 - 6月 - 7月 - 8月 - 9月 - 10月 - 11月 - 12月 - 2021年香港：1月 - 2月 - 3月 - 4月 - 5月 - 6月 - 7月 - 8月 - 9月 - 10月 - 11月 - 12月 - 2020年香港：1月 - 2月 - 3月 - 4月 - 5月 - 6月 - 7月 - 8月 - 9月 - 10月 - 11月 - 12月 - 2019年香港：1月 - 2月 - 3月 - 4月 - 5月 - 6月 - 7月 - 8月 - 9月 - 10月 - 11月 - 12月 - 2018年香港：1月 - 2月 - 3月 - 4月 - 5月 - 6月 - 7月 - 8月 - 9月 - 10月 - 11月 - 12月 - 2017年香港：1月 - 2月 - 3月 - 4月 - 5月 - 6月 - 7月 - 8月 - 9月 - 10月 - 11月 - 12月 - 2016年香港：1月 - 2月 - 3月 - 4月 - 5月 - 6月 - 7月 - 8月 - 9月 - 10月 - 11月 - 12月 - 2015年香港：1月 - 2月 - 3月 - 4月 - 5月 - 6月 - 7月 - 8月 - 9月 - 10月 - 11月 - 12月 - 2014年香港：1月 - 2月 - 3月 - 4月 - 5月 - 6月 - 7月 - 8月 - 9月 - 10月 - 11月 - 12月 - 2013年香港：1月 - 2月 - 3月 - 4月 - 5月 - 6月 - 7月 - 8月 - 9月 - 10月 - 11月 - 12月 - 2012年香港：1月 - 2月 - 3月 - 4月 - 5月 - 6月 - 7月 - 8月 - 9月 - 10月 - 11月 - 12月 - 2011年香港：1月 - 2月 - 3月 - 4月 - 5月 - 6月 - 7月 - 8月 - 9月 - 10月 - 11月 - 12月 - 2010年香港：1月 - 2月 - 3月 - 4月 - 5月 - 6月 - 7月 - 8月 - 9月 - 10月 - 11月 - 12月 - 2009年香港：1月 - 2月 - 3月 - 4月 - 5月 - 6月 - 7月 - 8月 - 9月 - 10月 - 11月 - 12月 - 2008年香港：1月 - 2月 - 3月 - 4月 - 5月 - 6月 - 7月 - 8月 - 9月 - 10月 - 11月 - 12月 - 2007年香港：1月 - 2月 - 3月 - 4月 - 5月 - 6月 - 7月 - 8月 - 9月 - 10月 - 11月 - 12月 - 2006年香港：1月 - 2月 - 3月 - 4月 - 5月 - 6月 - 7月 - 8月 - 9月 - 10月 - 11月 - 12月 - 2005年香港：1月 - 2月 - 3月 - 4月 - 5月 - 6月 - 7月 - 8月 - 9月 - 10月 - 11月 - 12月 - 2004年香港：1月 - 2月 - 3月 - 4月 - 5月 - 6月 - 7月 - 8月 - 9月 - 10月 - 11月 - 12月 - 2003年香港：1月 - 2月 - 3月 - 4月 - 5月 - 6月 - 7月 - 8月 - 9月 - 10月 - 11月 - 12月 - 2002年香港：1月 - 2月 - 3月 - 4月 - 5月 - 6月 - 7月 - 8月 - 9月 - 10月 - 11月 - 12月 - 2001年香港：1月 - 2月 - 3月 - 4月 - 5月 - 6月 - 7月 - 8月 - 9月 - 10月 - 11月 - 12月 - 2000年香港：1月 - 2月 - 3月 - 4月 - 5月 - 6月 - 7月 - 8月 - 9月 - 10月 - 11月 - 12月 - 1999年香港：1月 - 2月 - 3月 - 4月 - 5月 - 6月 - 7月 - 8月 - 9月 - 10月 - 11月 - 12月 - 1998年香港：1月 - 2月 - 3月 - 4月 - 5月 - 6月 - 7月 - 8月 - 9月 - 10月 - 11月 - 12月 - 1997年香港：1月 - 2月 - 3月 - 4月 - 5月 - 6月 - 7月 - 8月 - 9月 - 10月 - 11月 - 12月 參 \| |
| - 2024年香港：1月 - 2月 - 3月 - 4月 - 5月 - 6月 - 7月 - 8月 - 9月 - 10月 - 11月 - 12月 - 2023年香港：1月 - 2月 - 3月 - 4月 - 5月 - 6月 - 7月 - 8月 - 9月 - 10月 - 11月 - 12月 - 2022年香港：1月 - 2月 - 3月 - 4月 - 5月 - 6月 - 7月 - 8月 - 9月 - 10月 - 11月 - 12月 - 2021年香港：1月 - 2月 - 3月 - 4月 - 5月 - 6月 - 7月 - 8月 - 9月 - 10月 - 11月 - 12月 - 2020年香港：1月 - 2月 - 3月 - 4月 - 5月 - 6月 - 7月 - 8月 - 9月 - 10月 - 11月 - 12月 - 2019年香港：1月 - 2月 - 3月 - 4月 - 5月 - 6月 - 7月 - 8月 - 9月 - 10月 - 11月 - 12月 - 2018年香港：1月 - 2月 - 3月 - 4月 - 5月 - 6月 - 7月 - 8月 - 9月 - 10月 - 11月 - 12月 - 2017年香港：1月 - 2月 - 3月 - 4月 - 5月 - 6月 - 7月 - 8月 - 9月 - 10月 - 11月 - 12月 - 2016年香港：1月 - 2月 - 3月 - 4月 - 5月 - 6月 - 7月 - 8月 - 9月 - 10月 - 11月 - 12月 - 2015年香港：1月 - 2月 - 3月 - 4月 - 5月 - 6月 - 7月 - 8月 - 9月 - 10月 - 11月 - 12月 - 2014年香港：1月 - 2月 - 3月 - 4月 - 5月 - 6月 - 7月 - 8月 - 9月 - 10月 - 11月 - 12月 - 2013年香港：1月 - 2月 - 3月 - 4月 - 5月 - 6月 - 7月 - 8月 - 9月 - 10月 - 11月 - 12月 - 2012年香港：1月 - 2月 - 3月 - 4月 - 5月 - 6月 - 7月 - 8月 - 9月 - 10月 - 11月 - 12月 - 2011年香港：1月 - 2月 - 3月 - 4月 - 5月 - 6月 - 7月 - 8月 - 9月 - 10月 - 11月 - 12月 - 2010年香港：1月 - 2月 - 3月 - 4月 - 5月 - 6月 - 7月 - 8月 - 9月 - 10月 - 11月 - 12月 - 2009年香港：1月 - 2月 - 3月 - 4月 - 5月 - 6月 - 7月 - 8月 - 9月 - 10月 - 11月 - 12月 - 2008年香港：1月 - 2月 - 3月 - 4月 - 5月 - 6月 - 7月 - 8月 - 9月 - 10月 - 11月 - 12月 - 2007年香港：1月 - 2月 - 3月 - 4月 - 5月 - 6月 - 7月 - 8月 - 9月 - 10月 - 11月 - 12月 - 2006年香港：1月 - 2月 - 3月 - 4月 - 5月 - 6月 - 7月 - 8月 - 9月 - 10月 - 11月 - 12月 - 2005年香港：1月 - 2月 - 3月 - 4月 - 5月 - 6月 - 7月 - 8月 - 9月 - 10月 - 11月 - 12月 - 2004年香港：1月 - 2月 - 3月 - 4月 - 5月 - 6月 - 7月 - 8月 - 9月 - 10月 - 11月 - 12月 - 2003年香港：1月 - 2月 - 3月 - 4月 - 5月 - 6月 - 7月 - 8月 - 9月 - 10月 - 11月 - 12月 - 2002年香港：1月 - 2月 - 3月 - 4月 - 5月 - 6月 - 7月 - 8月 - 9月 - 10月 - 11月 - 12月 - 2001年香港：1月 - 2月 - 3月 - 4月 - 5月 - 6月 - 7月 - 8月 - 9月 - 10月 - 11月 - 12月 - 2000年香港：1月 - 2月 - 3月 - 4月 - 5月 - 6月 - 7月 - 8月 - 9月 - 10月 - 11月 - 12月 - 1999年香港：1月 - 2月 - 3月 - 4月 - 5月 - 6月 - 7月 - 8月 - 9月 - 10月 - 11月 - 12月 - 1998年香港：1月 - 2月 - 3月 - 4月 - 5月 - 6月 - 7月 - 8月 - 9月 - 10月 - 11月 - 12月 - 1997年香港：1月 - 2月 - 3月 - 4月 - 5月 - 6月 - 7月 - 8月 - 9月 - 10月 - 11月 - 12月 參       |

1. ↑  容量有限，本表只列出香港回歸以來各年各月香港新聞動態。關於更早年代的各年各月香港新聞動態，詳見於某年香港（某年表示1997年之前的公曆年份）。